# Championnats de Tunisie d'athlétisme 1981
Navigation
1980 1982
Les championnats de Tunisie d'athlétisme 1981 sont une compétition tunisienne d'athlétisme se disputant en 1981.
Messaoud Fguiri entame cette année-là une suprématie sur le sprint court tunisien qui va l'amener à remporter dix titres en 100 mètres, entre 1981 et 1993.

## Palmarès
| Discipline            | Hommes                 | Hommes          | Femmes            | Femmes          |
| --------------------- | ---------------------- | --------------- | ----------------- | --------------- |
| 100 m                 | Messaoud Fguiri        | 10 s 6          | Leïla Belhaouane  | 12 s 6          |
| 200 m                 | Messaoud Fguiri        | 21 s 8          | Leïla Belhaouane  | 25 s 7          |
| 400 m                 | Mohamed Alouini        | 49 s 5          | Samira Letaief    | 58 s 6          |
| 800 m                 | Mohamed Alouini        | 1 min 51 s      | Rachida Oueslati  | 2 min 12 s 9    |
| 1 500 m               | Mohamed Néji Henchiri  | 3 min 45 s 7    | Rachida Oueslati  | 4 min 32 s 3    |
| 3 000 m               |                        |                 | Rachida Oueslati  | 10 min 8 s      |
| 5 000 m               | Faisal Touzri          | 14 min 25 s 2   | Fadhila El Ghozzi | 18 min 36 s 3   |
| 10 000 m              | Non disputé            |                 | Fadhila El Ghozzi | 40 min 40 s 3   |
| 100 m haies           |                        |                 | Zahra Azaiez      | 15 s            |
| 110 m haies           | Tawfik Zaouali         | 15 s 2          |                   |                 |
| 400 m haies           | Fawzi M'Kaddem         | 53 s 8          | Basma Gharbi      | 64 s 9          |
| 3 000 m steeple       | Habib Romdhane         | 8 min 46 s 8    |                   |                 |
| Relais 4 × 100 mètres | Stade gabésien         | 42 s 2          | Zitouna Sports    | 51 s 2          |
| Relais 4 × 400 mètres | Stade tunisien         | 3 min 23 s 9    | Non disputé       |                 |
| Saut en longueur      | Tawfik Zaouali         | 6,94 m          | Zahra Azaiez      | 5,96 m          |
| Triple saut           | Abdelatif Fezzani      | 15,12 m         |                   |                 |
| Saut en hauteur       | Nasreddine Zaouali     | 1,95 m          | Kawther Akrémi    | 1,64 m          |
| Saut à la perche      | Abdelatif Chekir       | 4,30 m          |                   |                 |
| Lancer du poids       | Abderrazak Ben Hassine | 15,04 m         | Latifa Nefzaoui   | 11,51 m         |
| Lancer du disque      | Mohamed Rouis          | 41,94 m         | Fethia Jerbi      | 47,88 m         |
| Lancer du marteau     | Youssef Ben Abid       | 53,12 m         |                   |                 |
| Lancer du javelot     | Tarek Chaabani         | 68,76 m         | Wissem Chennoufi  | 39,08 m         |
| Décathlon             | Hatem Bachar           | 5 228           |                   |                 |
| Heptathlon            |                        |                 | Kawther Akrémi    | 3 217           |
| Marathon              | Jilani Ouji            | 2 h 43 min 23 s | Fadhila El Ghozzi | 1 h 15 min 46 s |